# Pégloticase
La pégloticase, vendue sous le nom de marque Krystexxa, est un médicament utilisé pour traiter la goutte chronique.

## Mode d'action
Il s'agit d'une forme synthétique de l' enzyme urate oxydase .

## Usage médical
Il s’agit d’un traitement de troisième intention chez les personnes chez qui les autres traitements ne sont pas tolérés. Le médicament est administré par injection intraveineuse.

## Effets secondaires
Les effets secondaires de ce médicament comprennent l’aggravation de la goutte, des douleurs au point d’injection, des nausées, des ecchymoses, de la constipation ou une anaphylaxie. D’autres effets secondaires peuvent inclure une aggravation de l’insuffisance cardiaque . Il ne doit pas être utilisé chez les personnes présentant un déficit en G6PD .

## Histoire
Le médicament a été approuvé pour un usage médical aux États-Unis en 2010. Il a été approuvé en 2013 en Europe mais a été retiré en 2016. Aux États-Unis, le coût est d'environ 26 000 dollars américains par dose.